# Ivan Passer
Ivan Passer, né le 10 juillet 1933 à Prague (Tchécoslovaquie) et mort le 9 janvier 2020 à Reno (Névada, États-Unis), est un réalisateur et scénariste tchécoslovaque puis tchèque.

## Biographie
Figure importante de la nouvelle vague tchécoslovaque, Ivan Passer travaille en étroite collaboration avec Miloš Forman sur plusieurs films. Il réalise son premier long métrage en 1965 : Éclairage intime (Intimni osvetleni). Après la répression du Printemps de Prague en 1968, Ivan Passer quitte son pays et vit et travaille aux États-Unis.

## Filmographie

### Comme réalisateur

#### Courts métrages
- 1964 : Un fade après-midi  (Fádní odpoledne)

#### Longs métrages
- 1965 : Éclairage intime (Intimni osvetleni)
- 1971 : Né pour vaincre (Born to Win)
- 1974 : La Loi et la Pagaille (Law and Disorder)
- 1976 : Le Désir et la corruption (Ace Up My Sleeve)
- 1978 : Banco à Las Vegas (Silver Bears)
- 1981 : La Blessure (Cutter's Way)
- 1985 : Benya le roi ou le Cavalier rouge  Inachevé
- 1985 : Creator
- 1988 : Un été en enfer (Haunted Summer)
- 1991 : Pretty Hattie's Baby
- 1992 : Staline (Stalin) (TV)
- 2005 : Nomad

#### Téléfilms
- 1999 : L'Arbre à souhaits (The Wishing Tree)

### Comme scénariste
- 1963 : L'Audition (Konkurs) de Miloš Forman
- 1965 : Les Amours d'une blonde (Lásky jedné plavovlásky) de Miloš Forman
- 1967 : Au feu, les pompiers ! (Hoří, má panenko) de Miloš Forman